# Klęcino (przystanek kolejowy)
Klęcino – nieistniejący przystanek osobowy w Klęcinie, w województwie pomorskim, w Polsce.